# Ђула Футо
Ђула Футо (мађ. Futó Gyula; 29. децембар 1908 — 2. октобар 1977) био је мађарски фудбалер који је играо за Ујпешт, као и за мађарску фудбалску репрезентацију на Светском првенству у фудбалу 1934. године. За репрезентацију Мађарске је одиграо 7 утакмица као дефанзивац.